# Райс, Сай
Сай Райс (англ. Cy Rice; 22 мая 1905 — 23 августа 1971) — американский журналист и писатель.
Окончил Университет Вашингтона в Сент-Луисе. Начал журналистскую карьеру репортёром в газете Kansas City Star, затем в 1922—1965 гг. состоял в штате газеты Milwaukee Sentinel (внештатно продолжал сотрудничать с ней до конца жизни), заслужив репутацию «одного из наиболее известных журналистов Висконсина», который «освещал политику в суровом, подчас безжалостном ключе, а театральную жизнь — с глубокой увлечённостью, проницательностью и знанием дела».
Наиболее известен как автор или соавтор популярных биографических книг о спортсменах и поп-звёздах. Среди них, в частности, «Человек с ракеткой» (англ. Man with a Racket; 1959) — автобиография теннисиста Панчо Гонсалеса, «Я вижу сердцем» (англ. My Eyes Are in My Heart; 1959) — биография основоположника американского спортивного радио- и телерепортажа Теда Хьюзинга, «Не всякий брильянт сверкает» (англ. Every Diamond Doesn't Sparkle; 1964) — автобиография бейсболиста Фреско Томпсона, «Защитница про́клятых» (англ. Defender of the Damned; 1964) — биография адвоката Глэдис Рут, «Экстаз и я» (англ. Ecstasy and Me: My Life as a Woman; 1966) — автобиография актрисы Хейди Ламарр (совместно с Лео Гилдом), «Ник Грек, король игроков» (англ. Nick the Greek, King of the Gamblers; 1969) — биография игрока в покер Никоса Дандолоса. Райс также был автором литературной записи мемуаров актрисы Карлотты Монти «У. К. Филдс и я» (1971).